# ニコラス・オーウェン (イエズス会士)
ニコラス・オーウェン（英: Nicholas Owen、生年不詳 - 1606年3月2日）は、イエズス会の平修士である。通名は「リトル・ジョン」。エリザベス1世およびジェームズ1世の時代に弾圧されていたカトリックの司祭たちのために聖職者の巣穴（司祭の隠れ場）を作り、大勢のカトリック聖職者を救った人物として知られる。1605年の火薬陰謀事件の余波で、同じイエズス会のヘンリー・ガーネット神父やエドワード・オールドコーン神父らと共に1606年に逮捕され、ロンドン塔で拷問を受け獄死した。死後、カトリック教会によって殉教者と称えられ、1929年、教皇ピウス11世によって列福され、1970年に教皇パウロ6世によってイングランド及びウェールズの40殉教者の一人として列聖された。オーウェン個人の祝日は3月22日である。

## 生涯
ニコラス・オーウェンは16世紀のイングランド、オックスフォードに大工の子供として生まれ、自身も大工または建具屋を職業とした。生年および若いころについて詳しいことは不明だが、生年を1562年とするものある。熱心なカトリック教徒の家庭に生まれ、3人兄弟のうち2人は聖職者であったとも言われる。当時のイングランドはカトリック教徒が迫害された時代であり、カトリックの司祭は逮捕され拷問を受け、処刑されることもあった。
オーウェンは1580年ごろイエズス会にエドマンド・キャンピオンの従者として入会した。キャンピオンが刑死すると、キャンピオンの無実を公言し1582年に逮捕された。1588年ごろからヘンリー・ガーネット神父に仕え、政府の追っ手から司祭たちを逃がすための聖職者の巣穴（司祭の隠れ場）を、イングランドの各地で作り始めた。オーウェンは、落とし戸や隠し扉、地下道を作り、また騙し絵の手法も使った。イングランドではこれらの隠れ場が100以上見つかっており、おそらくまだ未知のものが存在すると考えられている。オーウェンは身長がとても低くヘルニアを患っていたにもかかわらず、18年間にもわたって狭苦しい場所で過酷な肉体労働を、その機密性ゆえに一人で昼夜を問わず働いた。オーウェンはまた「リトル・ジョン」とも名乗っており、本当の名前を知るものは少なかった。たびたび逮捕されることもあったが、その場を切り抜け釈放されている。
また、1597年に起こったジョン・ジェラード神父のロンドン塔からの脱出に関与したと伝えられている。
1606年、火薬陰謀事件の余波でハインドリップ・ホールに隠れていたところをガーネットやエドワード・オールドコーンらと共に逮捕された。政府は逮捕を喜び、拷問により貴重な情報が得られることを期待した。ロンドン塔に幽閉され、1ヶ月間の拷問にもかかわらずオーウェンは口を割らず、情報は何一つ得られなかった。過酷な拷問によりオーウェンは死亡したが、政府はオーウェンは自殺したと公表した。推定死亡日は3月2日である。
ヘンリー・ガーネットはオーウェンについて、素晴らしい信心深さと技術を持った大工であり、無料で隠れ場を提供してくれたと語る。ジョン・ジェラルドは、独創的な能力で隠れ場を作り、大勢の命を救ったと語る。アルバン・バトラーは『聖人たちの生涯（Lives of the Saints）』において、「カトリックが迫害されたこの時代に、一個人でこれほどまでにカトリックに貢献した人物はいないだろう」と評している。

## 列聖
1929年12月15日、教皇ピウス11世によって列福され、1970年に教皇パウロ6世によってイングランド及びウェールズの40殉教者の一人として列聖された。オーウェン個人の祝日は3月22日である。

## 隠れ場
ハーヴィントン・ホールやバッダースリー・クリントンなどの隠れ場所はオーウェンが作ったと言われている。

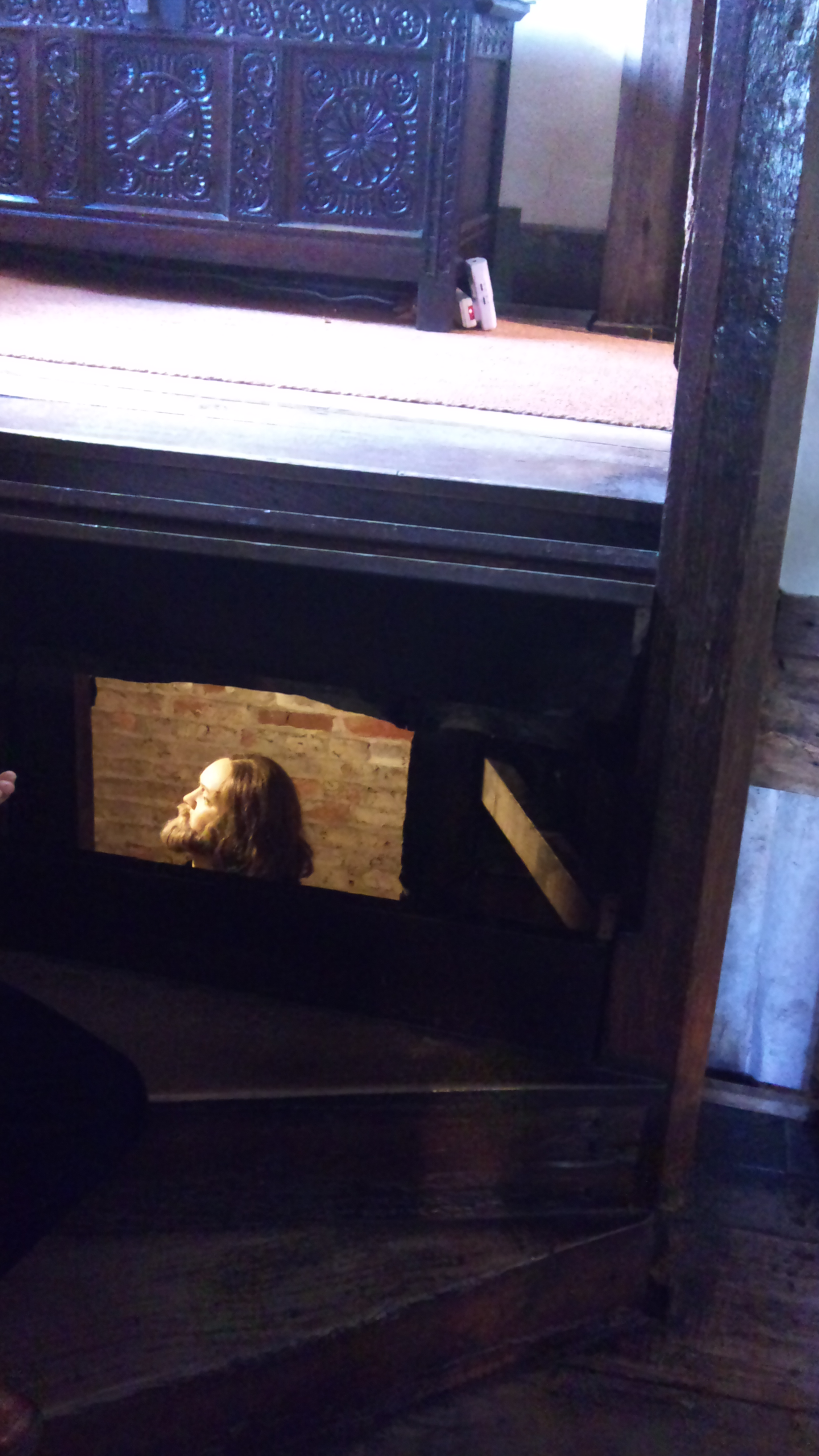
イギリスのウスターシャー、ハーヴィントンホールにある階段に作られた隠れ場
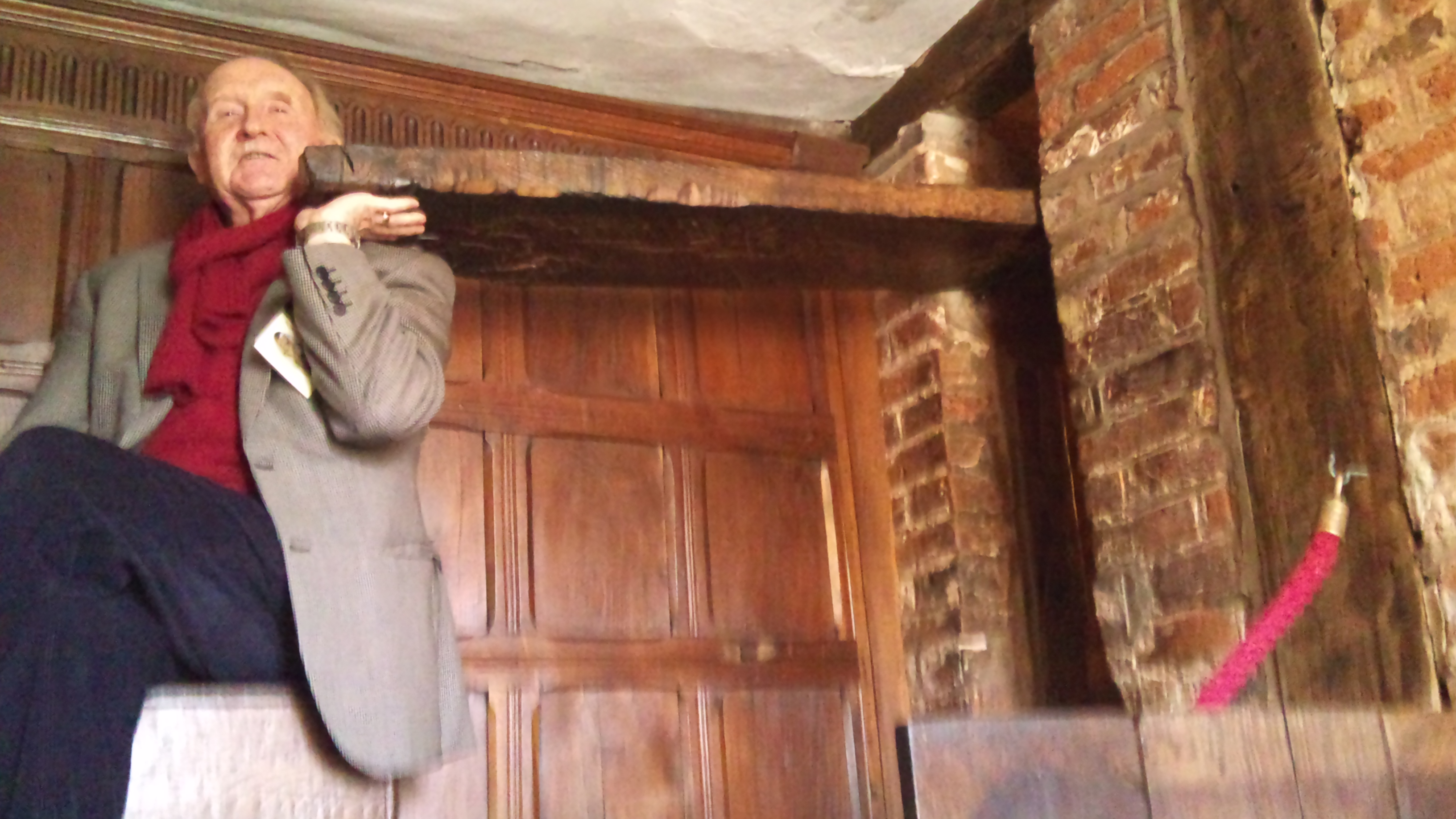
ハーヴィントンホールの図書館に作られた隠れ場
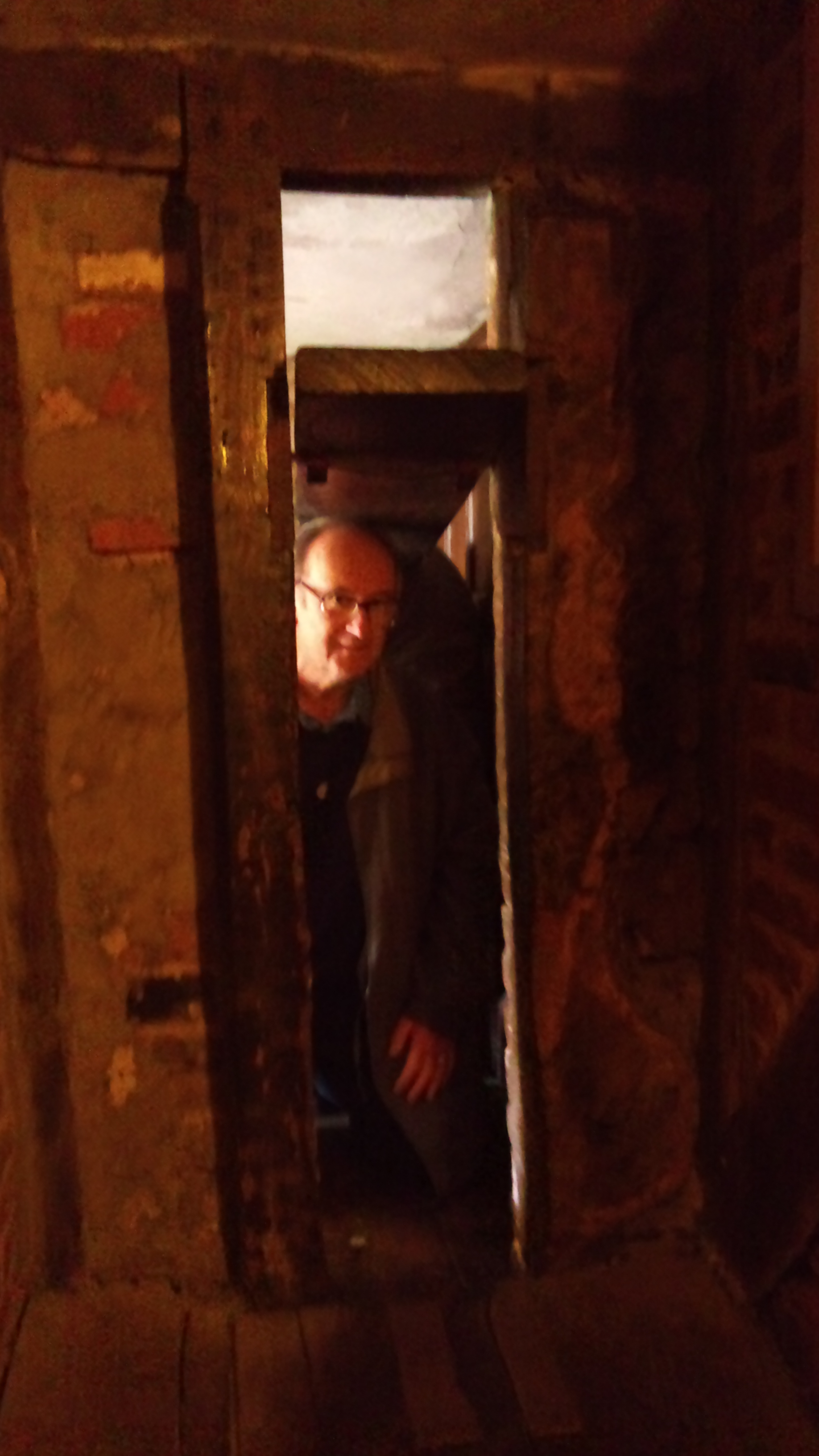
ハーヴィントンホール図書館の隠れ場を内部から覗いた画像